# Обрязване
Мъжкото обрязване (на латински: circumcisio – да изрежеш) е хирургическо отстраняване на препуциума – кожичката, покриваща главичката на пениса. Практиката се налага по различни причини: културни, естетически, хигиенни и вследствие на някои медицински състояния. В България обрязването се свързва предимно с религиозните традиции на ислям и юдаизъм и на него се гледа с известно предубеждение. Най-старите достоверни сведения за обрязването са от древен Египет, където практиката е била позволена само на мъжете с висок сан. Юдеите са първата общност, при която обрязването става задължително като знак на индивидуално потвърждаване на договора между мъжете от богоизбрания народ и Бог. Обрязването в исляма е продължение на еврейските традиции, като съществуващите разлики могат да се обяснят със свещените текстове на Стария завет. Обрязването е било обичайна практика и сред ранните християнски общности, като в наши дни се практикува предимно от част от християните от Близкия Изток и Северна Африка, както и от някои ортодоксални католически и протестантски общности.

## Видове обрязване
Техниките, степента на отстраняване на препуциума и възрастта, на която се извършва обрязването могат съществено да се различават.
обрязването може да бъде частично и пълно. Пълното обрязване е свързано с отстраняване на толкова кожа, че главичката на пениса да остава напълно открита когато той е в покой. Частичното обрязване е свързано с отстраняване на толкова кожа, че само да се подобри функция на препуциума и/или неговият външен вид. Частичното обрязване е характерно предимно за западните страни и може да се възприеме като козметична процедура. Най-често на частично обрязване се подлагат мъже с твърде дълъг препуциум и такива, при които при ерекция препуциума не се изтегля, за да открие главичката или го прави само след издърпване, но след отново отново покрива главичката. На частично обрязване могат да се подложат и мъже с нормални размери и функция на препуциума, които желаят да постигнат определен визуален ефект на своят пенис в спокойно или еректирало състояние. Подобно на пълното обрязване и частичното може да бъде високо или ниско.
В зависимост от това как се извършва обрязването то може да бъде високо или ниско. При високото обрязване се отстранява почти цялата кожа на вътрешния препуциум връхната част на препуциума, както и повече или по-малко от външната кожа, този начин на обрязване се доближава до класическото обрязване. Ниското обрязване се състои в изрязване на кожа предимно от външния препуциум и дори от ствола на пениса и изтегляне на останалата кожа от препуциума назад, като така въпреки обрязването и освобождаването на главичката, самият препуциум се запазва непокътнат или с минимални намеси. Специфичен метод на ниско обрязване, разработен от клиники по пластична хирургия в САЩ е премахване на френулума с цел освобождаване на препуциума от главичката и изрязване на кожа от основата на пениса и изтегляне на останалата кожа назад, с цел препуциума да остане разгънат за постоянно върху ствола на пениса. Този метод се извършва под пълна упойка и медикаментозно предизвикана ерекция, така че да се прецени възможно най-акуратно колко кожа да бъде премахната. Ниското обрязване се цени поради схващането, че част от сетивността на пениса се дължи на препуциума и неговото отстраняване я отнема (това схващане по-същество не е доказано).
Обрязването също така може да бъде стегнато или отпуснато (хлабаво)в зависимост от това колко кожа се отнема. При стегнатото обрязване при ерекция кожата на пениса е изпъната плътно по ствола, докато при отпуснатото обрязване има повече запазена кожа която може сравнително свободно да се движи нагоре надуло по ствола, но без излишък, който в отпуснато състояние да се натрупва върху основата на главичката. Степента на стегнатост при обрязването зависи не само от приложената техника, но и от индивидуалните характеристики на пациентите. Класическото обрязване при различните религиозни общности е горно, полустегнато до отпуснато.Трябва да подчертаем, че тези стилове на обрязване се предлагат само от съвременната пластична хирургия и те са достъпни основно при обрязване на по-големи момчета и възрастни мъже, но не и за новородени.
Въпреки че най-често е прилагано обрязването при новородените (според еврейската традиция, както и според масовата практика в САЩ) в повечето ислямски страни се извършва при подрастващи деца на 6 - 10 години, но понякога и по-късно. В съвременните западна общества с изключение на САЩ водеща е практиката на обрязване при възрастни. Водещите причини за обрязването при възрастни се различава в различните общества. Докато в Източна Европа и не ислямска Азия, това най-често се случва вследствие на здравословни причини (фимоза, хронични инфекции, рак на пениса и др.), в Западна Европа и САЩ съществува голям брой мъже, които се обрязват по естетични или хигиенни причини. Обрязването в Субсахарска Африка се е превърнало в почти задължителна практика през последния половин век, поради категоричните доказателства, че при отстраняването на епитела на вътрешния препуциум, спада сериозно риска от заразяване с HIV и HPV. Според Световната Здравна Организация повсеместното обрязване на мъжете в засегнатите от спин страни от третия свят може да се разглежда като достъпна и трайна механична ваксина срещу спин, имаща способността да компенсира поне частично ниската сексуална култура и липсата или невъзможността да бъдат закупени презервативи, както и при игнориране на ефективните съвременни методи поради културни или лични съображения.

## Медицински аспект
Различни научни изследвания са стигнали до заключението, че обрязването значително намалява риска от заразяване с ХИВ. Затова и СЗО препоръчва обрязването на мъжете, за да се намали рискът от заразяване с ХИВ.  Понякога се твърди, че обрязването намалява чувствителността. Това твърдение обаче е опровергано в различни научни изследвания.

### Рискове
Както всяка хирургическа намеса, така и обрязването крие рискове, макар и минимални, когато процедурата е извършена от хирург в съответствие с хигиеничните норми. Най-честите усложнения са причинени от следоперативни инфекции и кървене и могат да бъдат катастрофални. Други по-рядко срещани дълготрайни усложнения са уринарни фистули, обриви по главичката, некроза на части от пениса, цисти, разместване или разширяване на отвора на пениса, отстраняване на прекалено много тъкан, резултиращо в секундарна фимоза.
При обрязване в ранна възраст най-често срещаното усложнение са т.нар. кожени мостове, образувани при неравномерно срастване на главичката с остатъка от кожа по пениса. В такъв случай е необходима повторна намеса. Друго усложнение е стеснението на уретрата, което в САЩ например се наблюдава в 10% от случаите.
Различните здравни организации по света дават различен процент на възможните усложнения, породени от обрязване – от 0,1% до 55% от случаите. Документирани са редки случаи на загуба на пениса и още по-редки на смърт.

## Женското обрязване
Женското обрязване (наречено още FGM Female Genital Mutilation) се свързва с всяка процедура, свързана с частично или напълно премахваме на външните женски полови органи. Може да е поради религиозни, културни или други причини.
Съществуват три вида женско обрязване:
- Вид 1: модифицирана „суна“ (от арабски: sunna – „традиция“): частично или цялостно премахване на клитора и заобикалящите го тъкани.
- Вид 2: Клитордектомия (обрязване): отстраняване на една част или на целия клитор, както частично или цялостно отстраняване на срамните устни. Тази операция често оставя белег, толкова голям, че покрива вагиналния отвор.
- Вид 3: Инфибулация (”фараонско“ обрязване): отстраняване на клитора и вътрешните срамни устни, както и вътрешните части на външните срамни устни. Останалите част от външните срамни устни се зашиват с котешко черво или се прихващат с шипове. Останалата кожа сраства. В раната се вкарва малка тръбичка, за да се остави отвор за уринирането и менструационната кръв.

## Общество и култура

### Култура и религия

#### Значение в юдаизма
Обрязването е обичайна практика в Близкия Изток от дълбока древност, като в Стария завет филистимците са отбелязани като единствения народ, който не го практикува.
В юдаизма обрязването е символ (печат) на завета между Йехова и Авраам. Бог заповядва на Авраам да обреже себе си и потомците си от мъжки пол – Ишмаел (праотецът на арабите) и Исаак (праотецът на евреите) като символ на сключения завет. По-късно по времето на Мойсей и след даването на Закона, обрязването става задължение за всеки евреин. Обрязването се извършва на осмия ден след раждането на момчето.
През епохата на Елинизма, когато под гръцко влияние практиката на обрязването в Близкия Изток намалява, то се утвърждава като белег на етническа идентичност за евреите.

#### Значение в исляма
Въпреки че не е упоменато в Корана, то е посочено в Хадит. В Турция и Централна Азия обрязването е специален ритуал. Според Ислямската правна система (Фъкх), няма определена възраст, в която трябва да се извърши обрязването, но е прието децата да бъдат обрязани към 7 до 10 година. Този ритуал се нарича „сюннет“.

#### Значение в християнството
След идването на Христос (Спасителят), идва и Новият завет на човеците с Бога, където се казва, че не обрязването на плътта, а обрязването на сърцето ще получи похвала от Бога (Римл. 2:28). Самият Христос говори често за това в Евангелията – за чистотата отвътре, която е по-важна от видимата чистота (Матей 7:21). Поради това християните не считат за необходимо обрязването на плътта при мъжете, а с Божията благодат се стремят към очистване на сърцето.
В Новия Завет от Апостол Павел пише, че този, който се обреже, няма полза от Христа – в смисъла, че Христос е поел това бреме и изпълнил закона на Мойсей. Вече не е нужно да се обрязват физически, а духовно.

### Етически и юридически въпроси
Процесът на обрязване е безвъзвратен и в много държави по света се практикува на новородени, което поражда етичен проблем. Не винаги решението на родителите за обрязване съответства с желанието на вече порасналото дете. Според много организации за защита правата на детето, родителите нямат право да отстраняват каквато и да е здрава и нормално функционираща част от тялото на детето, причинявайки му ненужна болка.